# Liste der Kreisstraßen im Landkreis Wunsiedel im Fichtelgebirge
Die Liste der Kreisstraßen im Landkreis Wunsiedel im Fichtelgebirge ist eine Auflistung der Kreisstraßen im bayerischen Landkreis Wunsiedel im Fichtelgebirge mit deren Verlauf.

## Abkürzungen
- BT: Kreisstraße im Landkreis Bayreuth
- HO: Kreisstraße im Landkreis Hof
- St: Staatsstraße in Bayern
- TIR: Kreisstraße im Landkreis Tirschenreuth
- WUN: Kreisstraße im Landkreis Wunsiedel im Fichtelgebirge

## Liste
Nicht vorhandene bzw. nicht nachgewiesene Kreisstraßen werden in Kursivdruck gekennzeichnet, ebenso Straßen und Straßenabschnitte, die unabhängig vom Grund (Herabstufung zu einer Gemeindestraße oder Höherstufung) keine Kreisstraßen mehr sind.
Der Straßenverlauf wird in der Regel von Nord nach Süd und von West nach Ost angegeben.
| Nr. WUN | Verlauf |
| ------- | --- |
| WUN 1   | (BT 13 im Landkreis Bayreuth) – Landkreisgrenze – WUN 2 – Schönlind – St 2180 – Bad Weißenstadt – WUN 3 – Frohnlohe – Kleinschloppen – Buchhaus – St 2176 – Kirchenlamitz – St 2177 – WUN 5 in Niederlamitz – Großwendern – St 2179 |
| WUN 2   | St 2180 – Voitsumra – Weißenhaid – WUN 1 |
| WUN 3   | (HO 18 im Landkreis Hof) – Landkreisgrenze – WUN 1 in Bad Weißenstadt |
| WUN 4   | St 2178 – Königsmühle – Neuhaus an der Eger – St 2180 in Kothigenbibersbach |
| WUN 5   | (HO 43 im Landkreis Hof) – Landkreisgrenze – WUN 1 in Niederlamitz |
| WUN 6   | WUN 7 in Vordorf – St 2177 |
| WUN 7   | St 2180 – Finkenmühle – Meierhof – Vordorf – WUN 6 – Leupoldsdorf – Neuenhammer – |
| WUN 8   | St 2180 in Rosenbühl – Schacht – WUN 18 in Arzberg |
| WUN 9   | St 2177 in Wunsiedel – Schönbrunn – Furthammer – |
| WUN 10  | – Reissingerhöhe – Lochbühl – St 2665 – Nagel – Landkreisgrenze – (TIR 10 im Landkreis Tirschenreuth) |
| WUN 11  | (TIR 14 im Landkreis Tirschenreuth) – Landkreisgrenze – Preisdorf – Landkreisgrenze – (TIR 14 im Landkreis Tirschenreuth) |
| WUN 12  | – Thierstein – St 2180 in Thiersheim |
| WUN 13  | St 2176 – Seedorf – St 2178 |
| WUN 14  | St 2177 in Wunsiedel – Schneckenhammer – Oberthölau – WUN 17 – Korbersdorf – Seußen – WUN 18 – Landkreisgrenze – (TIR 19 im Landkreis Tirschenreuth)                                                                                |
| WUN 15  | St 2179 – Gutschönlind – Brunn – Schönwald – Grünfleck – Vielitz Siedlung – Plößberg – Erkersreuth – St 2179 |
| WUN 16  | St 2454 – Schönwald – Plößberg in Oberfranken – Erkersreuth – Lauterbach – (HO 17 im Landkreis Hof) |
| WUN 17  | – Leutenberg – Grafenreuth – Garmersreuth – Röthenbach – St 2176 |
| WUN 18  | St 2178 in Fischern – Oschwitz – Schlottenhof – WUN 8 – Arzberg – St 2176 – Seußen – WUN 14 – Brand – Neu-Haag – Wölsauerhammer – Wölsau – St 2177 in Marktredwitz                                                                  |
| WUN 19  | St 2178 – Unterweißenbach – Thierstein – |
| WUN 20  | WUN 14 – Lorenzreuth – St 2169 |